# Luuk Verheij
Luuk Verheij (Weert, 23 juli 2005) is een Nederlands voetballer die doorgaans speelt als rechtsback. Hij verruilde FC Eindhoven in de zomer van 2025 voor VVV-Venlo.

## Carrière
Verheij werd gescout door FC Eindhoven bij de Weerter amateurclub FC ODA. Hij doorliep drie jaar lang de jeugdopleiding van FC Eindhoven, voor hij in 2024 doorstootte naar het eerste elftal. Hij maakte zijn debuut in de Eerste divisie op 9 augustus 2024, tijdens een met 2-0 gewonnen thuiswedstrijd tegen FC Den Bosch. De lange verdediger kwam in de 80e minuut in de ploeg als invaller voor Farouq Limouri. Op 22 september scoorde hij zijn eerste doelpunt tijdens een uitwedstrijd bij TOP Oss (0-4). Hij scoorde vlak na rust de 0-2 op aangeven van Sven Blummel. Verheij speelde in Eindhoven op amateurbasis en maakte in juni 2025 daarom transfervrij de overstap naar VVV-Venlo waar hij een tweejarig profcontract ondertekende.

## Clubstatistieken
| 2024/25                               | FC Eindhoven | Eerste divisie | 19 | 1 | 1 | 0 | — | — | 20 | 1 |
| 2025/26                               | VVV-Venlo    | Eerste divisie | 1  | 0 | 0 | 0 | — | — | 1  | 0 |
| Totaal                                | Totaal       | Totaal         | 20 | 1 | 1 | 0 | 0 | 0 | 21 | 1 |
| Bijgewerkt tot en met 8 augustus 2025 |              |                |    |   |   |   |   |   |    |   |